# Placea arzae
Placea arzae är en amaryllisväxtart som beskrevs av Rodolfo Amando Philippi. Placea arzae ingår i släktet Placea och familjen amaryllisväxter. Inga underarter finns listade i Catalogue of Life.

## Bildgalleri

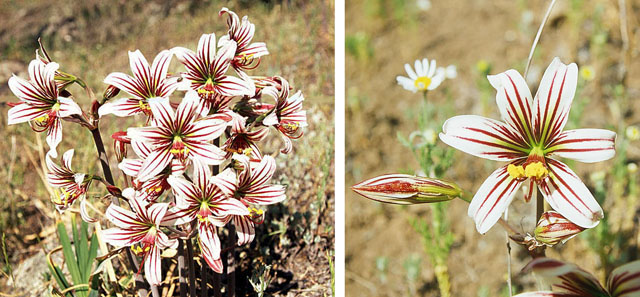